# Ernst Matray
Ernst Matray (en hongrois Mátray Ernő) est un danseur, chorégraphe, acteur, réalisateur et metteur en scène hongrois né le 27 mai 1891 à Budapest (alors en Autriche-Hongrie) et décédé le 12 novembre 1978 à Los Angeles.
Il a travaillé pour le théâtre et pour le cinéma, en Europe et aux États-Unis. Il a été marié à l'actrice allemande Greta Schröder.

## Filmographie partielle
- 1917 : Hilde Warren et la Mort (Hilde Warren und der Tod) de Joe May
- 1940 : Chantez, dansez, mes belles ! (Dance, Girl, Dance) de Dorothy Arzner